# Bissell (компания)
Bissell (Би́сселл) — частная американская компания-производитель пылесосов, иных устройств для уборки дома и моющих средств. Является самым крупным производителем устройств для уборки дома в Северной Америке, владея долей рынка в 20 %.

## История компании
19 сентября 1876 года Мелвилл Бисселл запатентовал «подметальную машину» (англ. — «carpet sweeper»), созданную для облегчения процесса уборки в магазине посуды, которым Бисселл владел вместе с женой Анной. Слухи об уникальном устройстве быстро расползаются по Мичигану и уже в 1883 семья Бисселлей открывает свой первый завод по производству подметальных машин.
В 1889 году Мелвилл Бисселл умирает и во главе компании остаётся его жена Анна, став первым в Америке женщиной-директором. Уже к 1890 году завод начинает работать на дальний импорт: об изобретении узнают в Европе, где компания получает массу поклонников, среди которых оказывается и королева Виктория, которая требовала ежедневной уборки дворца машинами Bissell.
К 1902 году компания Bissell заключает договор о партнёрстве с инновационно-производственной компанией 3М.
В начале прошлого века компания начинает расширять продуктовую линейку: в 1918 году появляется первый электронный пылесос Bissell, в 1956 в свет выходит первый шампунь для ручной чистки ковра, который к концу 60-х применяется на всех поверхностях, а в 1979 — первый в мире пылесос для глубокой чистки ковра, что создаёт новый рынок развития устройств для уборки дома.